# Гробниця святого Домініка
Гробниця святого Домініка (італ. Arca di San Domenico) — релігійна й мистецька пам'ятка, що містить останки святого Домініка. Гробниця розташована у каплиці Домініка в базиліці святого Доменіка в Болоньї, Італія.

## Історія
Створення цього художнього шедевра здійснювалася окремими етапами найкращими скульпторами свого часу і тривала майже 500 років.
Святий Домінік (засновник ордену Домініканців) помер у монастирі церкви Сан-Ніколо делле Віньє (італ. San Nicolò delle Vigne) 6 серпня 1221 року. Його поховали за вівтарем. Між 1228 і 1240 роками церква Сан-Ніколо була розширена в базиліку святого Доменіка. Останки святого перенесли в 1233 році з місця за вівтарем у простий мармуровий саркофаг, розташований на підлозі в правому проході церкви для вірних. Оскільки більшість паломників, які приходили натовпами, не могли побачити сам саркофаг за такою кількістю людей, виникла потреба в новій святині.
У 1264 році домініканці доручили скульптору Нікола Пізано створити нову гробницю для свого засновника. Нікола розробив проєкт нової гробниці та вирізав кілька фігур для головної сторони саркофага, перш ніж його викликали до Сієни в 1265 році, щоб побудувати кафедру для кафедрального собору. Тому гробницю завершили його помічники на чолі з Лапо ді Річевуто (італ. Lapo di Ricevuto). Прямокутний саркофаг спочатку тримався на фігурах каріатид. Пізпізніше гробницю переробили, а ці опори були розпорошені по різних колекціях, і зараз орієнтовно визначені в кількох музеях: архангели «Михайло» та «Гавриїл» у Музеї Вікторії та Альберта (Лондон), статуя «Віра» у Луврі (Париж), група з трьох дияконів у Барджелло (Флоренція) і подібна група в Музеї образотворчих мистецтв (Бостон).
У 1411 році саркофаг перенесли на середину церкви. Між 1469 і 1473 роками над плоскою верхньою частиною саркофага додали «вінець» Нікколо дель Арка та кількох інших майстрів. Серед них був і молодий Мікеланджело, який додав статуетки «Святий Петроній» (покровитель Болоньї), «Янгол із канделябром» та «Святий Прокл Болонський» (дуже нагадує статую Давида) орієнтовно у 1494—1495 роках.
У 1532 році Альфонсо Ломбарді додав сходинку між саркофагом і вівтарною плитою.
Сучасна каплиця святого Домініка була перебудована в 1597 році болонським архітектором Флоріано Амброзіні, замінивши невелику готичну каплицю, яка була побудована в 1413 році. Домініканці хотіли, щоб каплиця для їхнього засновника відповідала пишності інших існуючих каплиць. Фреска на куполі апсиди «Слава святого Домініка» (1613—1615), що зображує сходження святого на небо, є барочним шедевром Гвідо Рені, художня цінність цієї фрески відповідає цінності самої гробниці святого Домініка.
У XVIII столітті всю могилу поставили на мармуровий вівтар. У маленькій каплиці, на задній стороні гробниці, є золотий релікварій з головою святого Домініка, шедевр Якопо Розето да Болонья (1383).

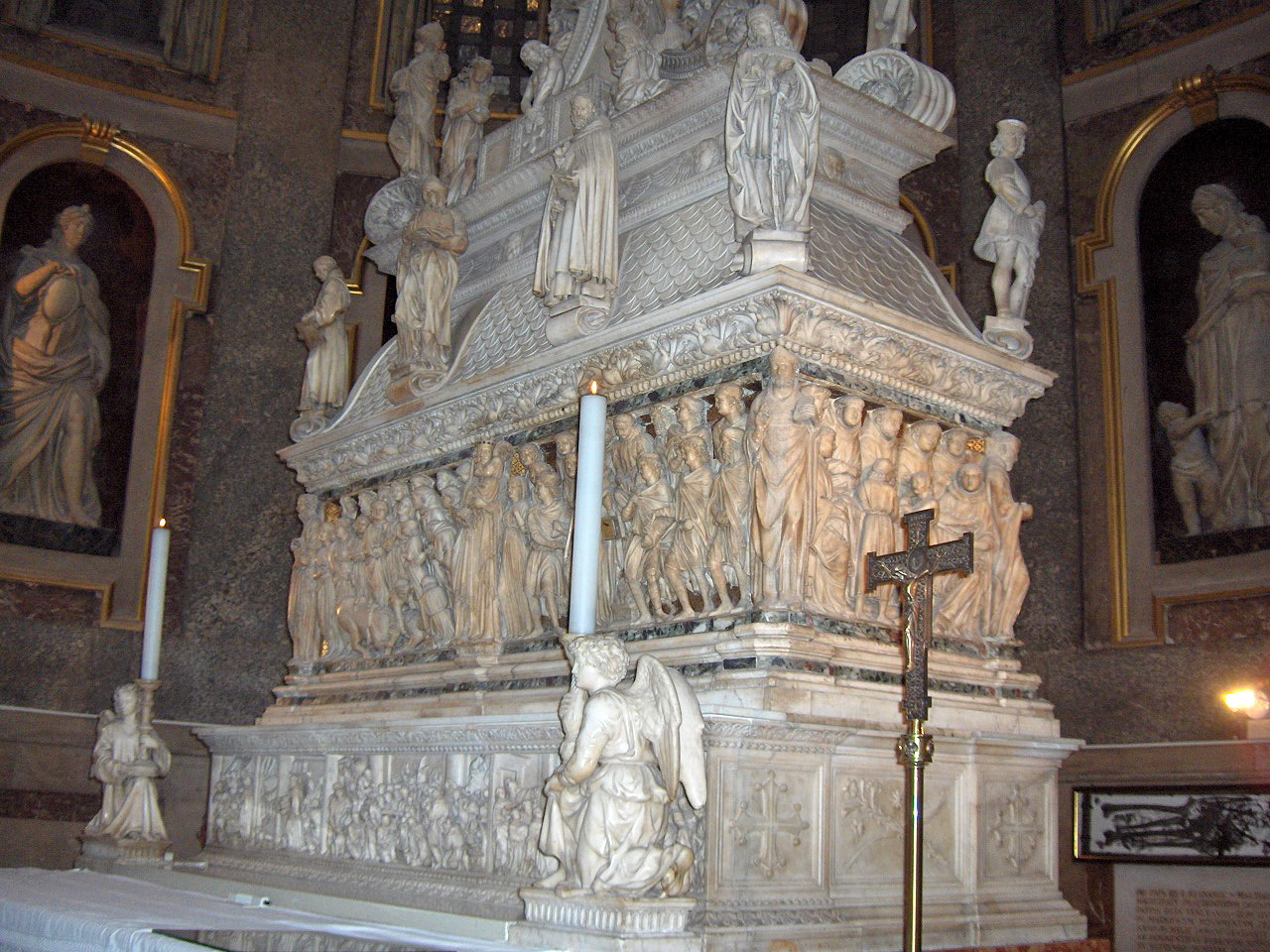
Лицьова сторона саркофага

## Саркофаг
Саркофаг є середньою, а також найдавнішою частиною святині. Він містить останки святого Домініка в кипарисовій труні, за винятком його голови (яка зберігається в релікварії ззаду). У 1264 році Нікола Пізано, який вже був відомий своєю кафедрою в пізанському баптистерії, попросили побудувати цей саркофаг. Він, безумовно, відповідав за дизайн, але залишив основну роботу своїй майстерні, оскільки в 1265 році він уже працював над новим замовленням (амвон для Сієнського собору).
Лицьова сторона була виконана в його майстерні, частково самим Нікола Пізано, але здебільшого його помічником Лапо ді Річевуто та іншим відомим скульптором Арнольфо ді Камбіо. Домініканський брат фра Гульєльмо да Піза (який також спроєктував у 1270 році амвон у Сан-Джованні Фуорчівітас у Пістої) теж зробив невеликий внесок. За Ґнуді, також був залучений анонімний п'ятий майстер. Співпраця кількох скульпторів над таким великим замовленням була звичайною практикою середньовічної скульптури.

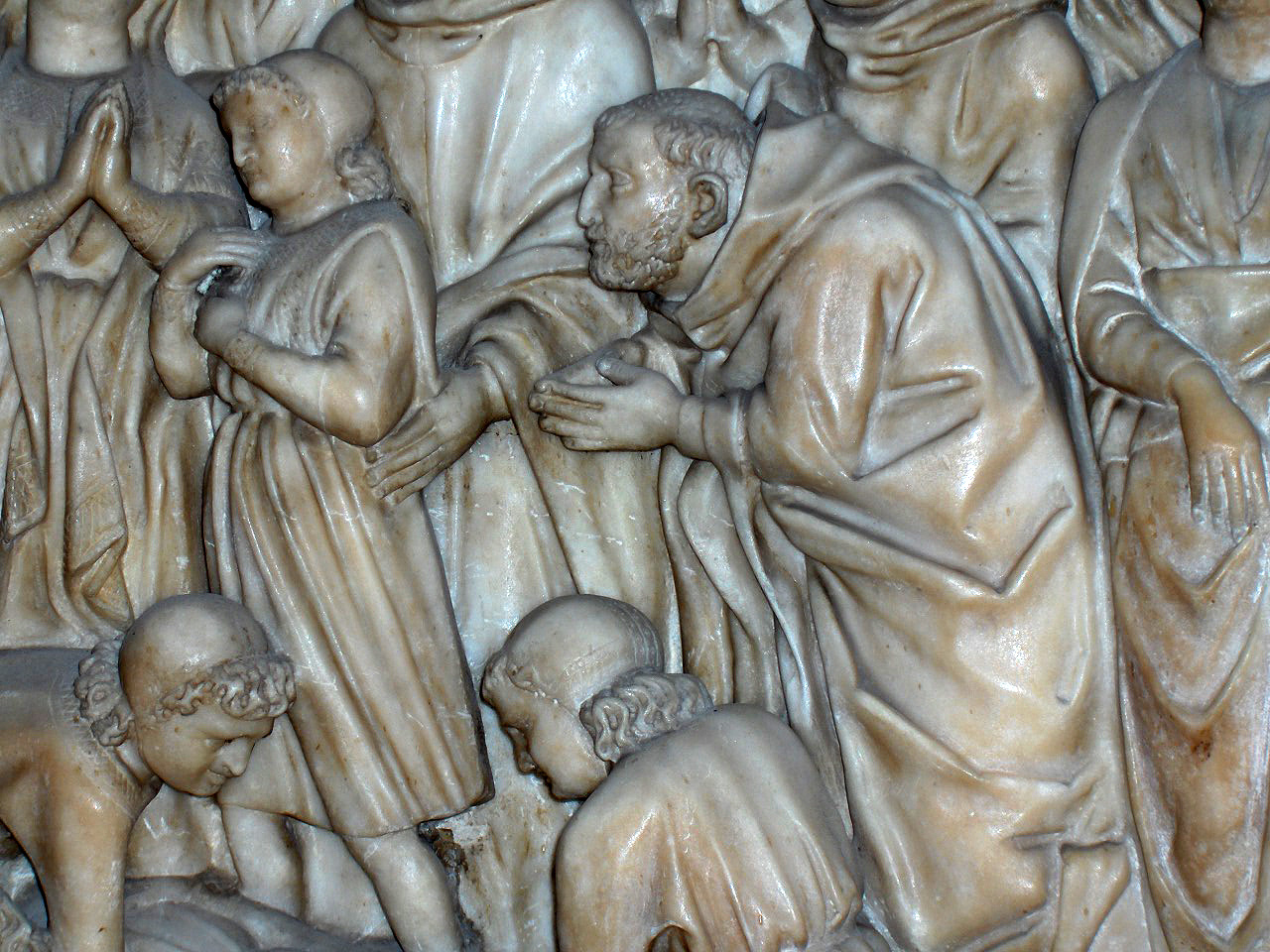
«Святий Домінік воскрешає молодого Наполеона Орсіні» (деталь)

Саркофаг розповідає про життя та чудеса святого Домініка в серії з шести різьблених панелей. Композиції акуратно заповнені фігурами в організованих рядах, що забезпечує єдиний підхід до простору. З обох кутів саркофаг оточений горельєфними статуями Чотирьох Учителів Церкви.
Сцени розташовані в такій послідовності зліва направо та проти годинникової стрілки:
- У лівому кутку стоїть «Апостол Павло».
- «Святий Домінік воскрешає молодого Наполеона Орсіні після фатального падіння з коня». Виразне обличчя святого Домініка, яке настільки відрізняється від більш м'яких облич на цій передній панелі, приписують Арнольфо ді Камбіо.
- Посередині: горельєф «Богородиця з немовлям».
- «Чудо Книги, відторгнутої вогнем», розказує історію проповіді Домініка у Фанжо, на півдні Франції, проти єресі альбігойців.
- У правому куті — «Святий Домінік з книгою та бичем».
- «Ангели приносять братам хліб завдяки заступництву Домініка», що є одним із перших чудес святого.
- Задня частина гробниці містить дві сцени (кожна з трьох епізодів), розділених статуєю «Христа Спасителя».
  - Ліворуч — сцена життя блаженного Регінальда Орлеанського, засновника монастиря в Болоньї; «Блаженний обіцяє святому Домініку вступити до ордену»; «Блаженний захворів»; «Богородиця зцілює його і дає йому габіт братів-проповідників»
  - Праворуч: «Святий Домінік просить папу Інокентія III затвердити Орден»; «Папа мріє про святого, який підтримує Латеранську базиліку»; «Папа затверджує заснування Ордену».
- У кутку праворуч: горельєф «Святий Августин», автор домініканського статуту.
- Останній рельєф містить ще два епізоди: «Апостоли Петро і Павло з'являються святому Домініку, коли він молився в базиліці святого Петра, і дають йому посох і Книгу» (символи апостольської місії); «Святий посилає своїх послідовників на місію проповідувати у світі».

Робота над саркофагом завершилася 1267 року. Цей саркофаг, спочатку з його каріатидними опорами, був взятий за модель для інших гробниць: храму святого Петра Мученика в базиліці святого Євсторгія в Мілані, храму святого Луки (1316) у базиліці святої Юстини в Падуї та гробниця Беато Бертрандо (бл. 1334—1350) в Удіне.

## Вінець

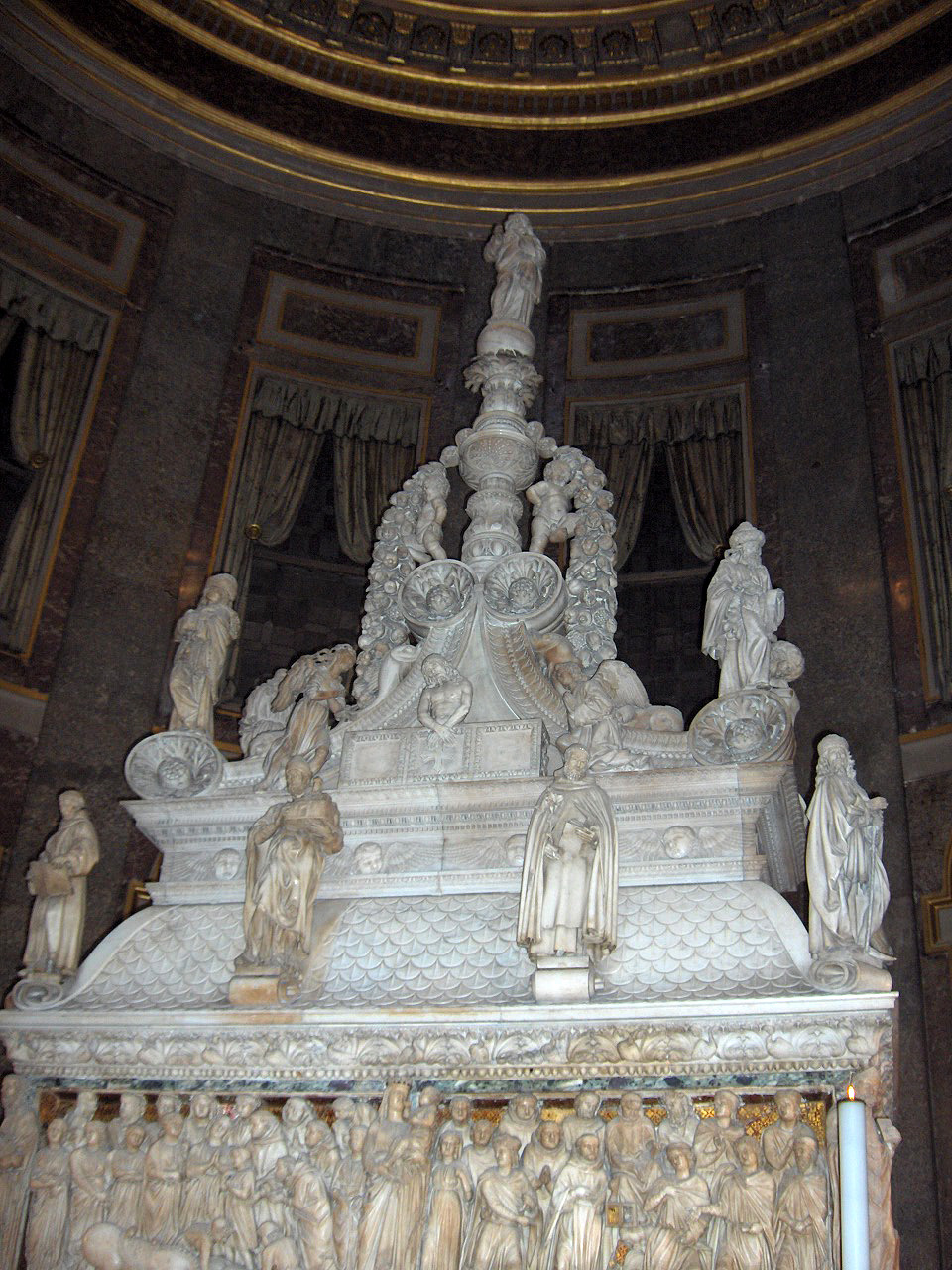
Витончений шпиль

У 1469 році Нікколо да Барі, якого пізніше почали називати Нікколо дель Арка саме за цю роботу, доручили амбіційне завдання — додати вінець до саркофага для завершення цього пам'ятника. Роботи над цим складним шпилем тривали до 1473 року. Але незрозуміло, чому Нікколо не завершив свій контракт, навіть якщо він з перервами продовжував його виконувати до своєї смерті в 1494 році.
На вершині канделябра, що піднімається з кіми, стоїть вражаюча статуя «Вічного Батька». Канделябр тримають два путті, символи неба, і чотири дельфіни, символи моря, усі вкриті фестонами з фруктами, символами землі.
На карнизі біля його основи посередині розташована невелика «П'єта», оточена двома крилатими ангелами («Ангел Благовіщення» та «Ангел Страстей»), а по чотирьох кутах стоять чотири євангеліста в східних шатах. Нижню частину кіми оточують кілька окремо стоячих фігур, святих покровителів Болоньї: «Святий Франциск Ассізький», « Святий Петроній» (почав Ніколо да Барі, але завершив молодий Мікеланджело в 1494 році), «Святий Домінік» та «Святий Флоріан». На задній частині стоять статуї «Свята Анна», «Святий Іван Хреститель» (Джіроламо Кортелліні, 1539), «Сан Вітале» та «Святий Прокл» (Мікеланджело, 1494 рік — схожість і постава цієї статуї показує, що він, ймовірно, планував свого «Давида» вже тоді).

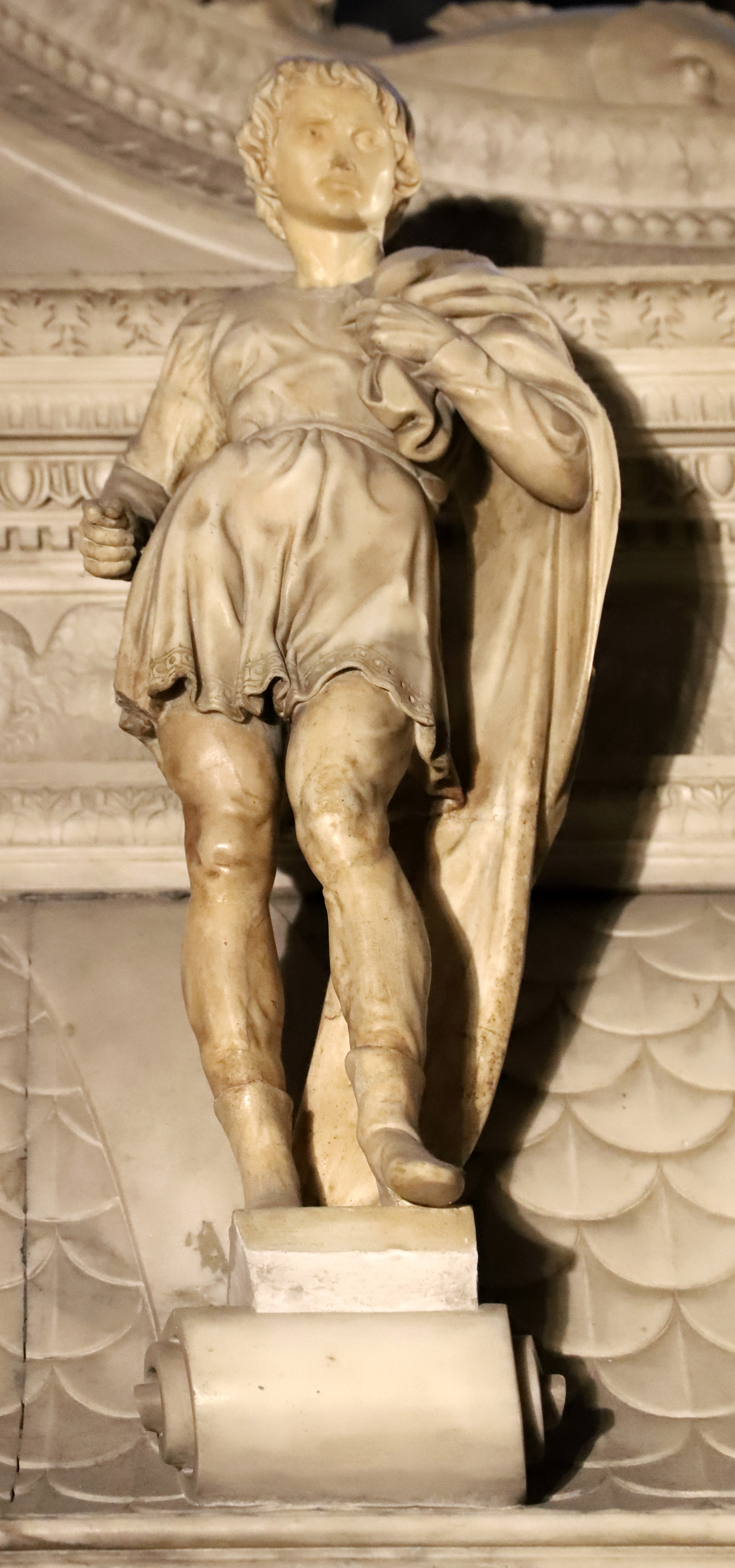
«Святий Прокл» (Мікеланджело)

Нікколо також додав делікатного «Ангела, який тримає свічник», на лівій стороні вівтарної плити, під саркофагом, тоді як «Ангел» на правій стороні з його молодою силою зображений Мікеланджело, покровитель якого, Франческо Альдовранді, заплатив йому за це тридцять дукатів.
Через захоплення, яке Ніккола отримав від цього чудового шедевру, скульптора перейменували на Нікколо дель Арка. Мистецтвознавці бачать у цьому шедеврі суміш впливів: бургундського, флорентійського та нетосканського (наприклад, деталі в одязі). Те, як ці статуетки виражають свої емоції, а також візерунки на їхніх сукнях і зачісці передають стиль Якопо делла Кверча.

## Сходинка
Сходинка між саркофагом і вівтарною плитою була третьою надбудовою пам'ятника. Її вирізбив у 1532 році Альфонсо Ломбарді (1497—1547). Вона теж зображує ряд епізодів із життя святого Домініка.
- спереду (ліворуч): «Народження святого Домініка»; «Молодий Домінік спить на підлозі як покаяння»; «Святий Домінік виявляє своє милосердя, продаючи свої дорогоцінні глянцеві пергаменти, щоб допомогти бідним» (під час навчання в Паленсії)
- передня (середня частина): "Поклоніння волхвів (з написом: Alphonsus de Lombardis Ferraniensis F(ecit))
- спереду (справа): «Святого возносять на небо по драбині, яку підтримують Христос і Богородиця».

## Вівтар
Мармуровий вівтар був останнім доповненням до гробниці. Його спроєктував Мауро Тезі (1730—1766), а пізніше побудував Алессандро Сальвіоліні (1768). На вівтарній плиті стоять дві статуетки ангелів, які тримають свічник; ліворуч — роботи Нікколо дель Арка, праворуч — Мікеланджело.

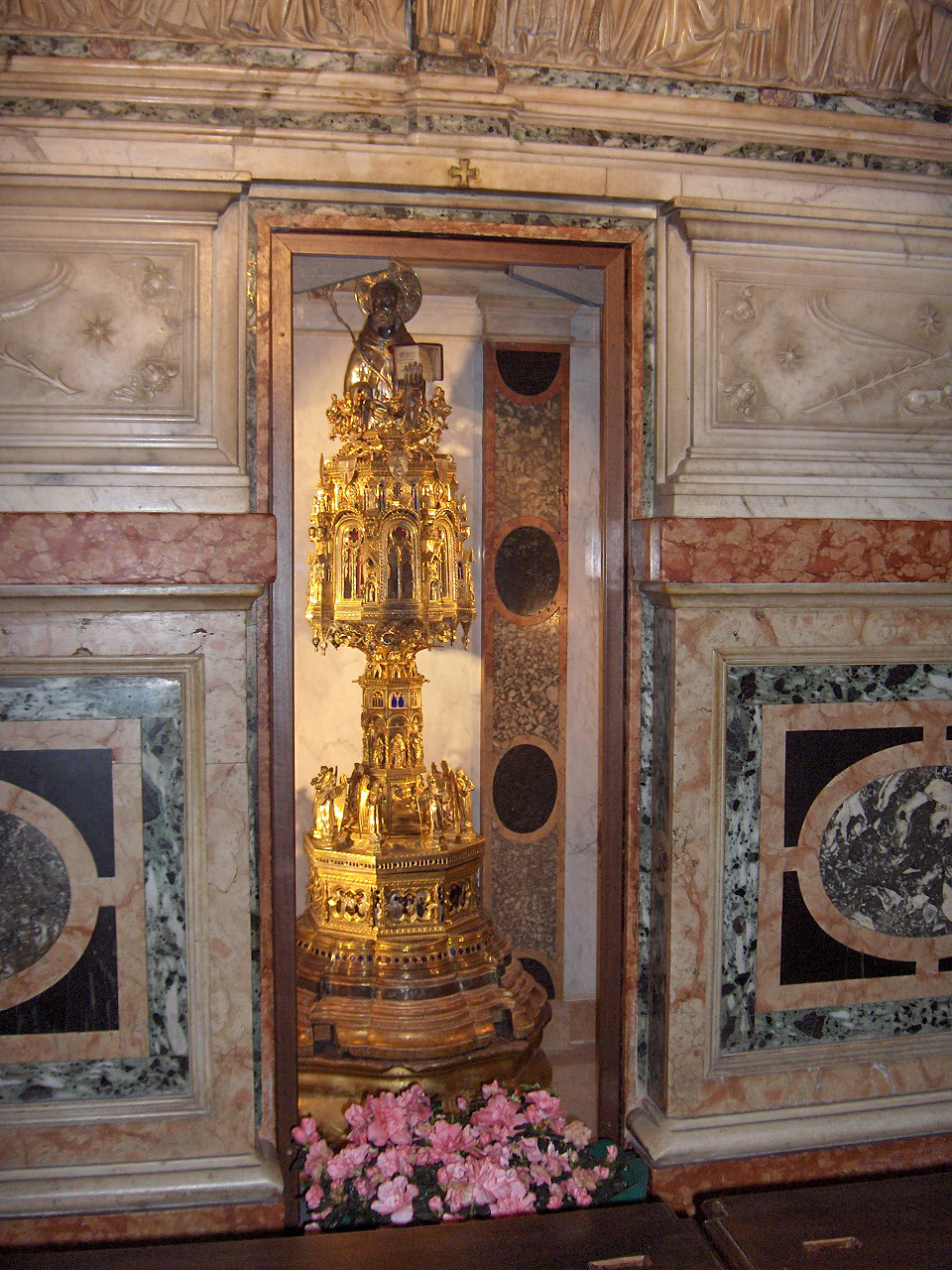
Релікварій

Фронталь виготовили у майстерні Г. Баттіста Будара в Пармі в 1768 році. Це «Поховання святого Домініка» за проєктом Карло Б'янконі (Carlo Bianconi; 1732—1802).

## Релікварій
За вівтарем, під саркофагом, знаходиться невелика каплиця, захищена бронзовою решіткою, що містить дорогоцінний релікварій з головою святого Домініка. Цей шедевр із золота і срібла — робота золотаря Якопо Розето да Болонья (1383). Його восьмикутна основа прикрашена вишуканими емальованими панелями, пов'язаними з подіями з життя святого. Шахта складається з трьох рівнів. Він стоїть посередині кола з крилатими ангелами. Стрижень підтримує восьмикутний храм, що містить голову. Його прикрашають готичні вікна та маленькі статуетки в нішах. Вінчає все срібне погруддя святого, але його додали пізніше.

## Виноски
1. ↑  Symonds, vol.1, 1925, с. 47.
2. ↑  Вазарі, 1970, с. 306.